# 遊技産業健全化推進機構
一般社団法人遊技産業健全化推進機構（ゆうぎさんぎょうけんぜんかすいしんきこう）は、パチンコ店に関する日本の一般社団法人。略称はOSDPPI。2006年設立。

## 概要
元々はパチンコ店の業界団体である全日本遊技事業協同組合連合会（全日遊連）が、パチンコ・パチスロ台の不正改造問題に対応することを目的に、メーカー・販社側の業界団体などと共同で立ち上げた組織である。
具体的には各パチンコ店から「不正改造された機器を設置・使用しない」「抜き打ちでの立入検査を無制限に受け入れる」旨の誓約書を事前に提出させた上で機構側から認定証を交付するほか、機構のホームページで誓約書を提出している店舗一覧を掲示する。その上で定期的に店舗へ抜き打ちでの立入検査を行い、不正改造された機器を発見した場合や立入検査を拒否した場合などは認定証を剥奪する他、店舗一覧への掲示も取りやめる（状況によっては警察への通報も行う場合がある）。さらにメーカー・販社側が「認定証を持たない店舗へのパチンコ・パチスロ台の販売を一切行わない」とすることで、認定証を剥奪された店舗は以後新台の導入が実質的に困難になり営業を継続できなくなるという形で、取締の実効性を確保するという方式を取っている。
2007年4月から機構による立入検査が行われており、実際に検査の結果警察へ通報→逮捕に至った事例も出ている。
設立当初はパチンコ・パチスロ台の不正改造（いわゆる「裏ROM」など）のみを取り締まっていたが、2011年からは新たに計数機（ジェットカウンター）の不正（実際の玉数よりも少ない計数結果を返すことで不当利得を得る）に関する検査も開始。2015年からはパチンコ台の不正な釘調整に関する検査も実施している。
前述のように、本機構の本格稼働以後は機構への誓約書の提出を行わないとパチンコ店の開業が事実上困難となったことから、パチンコ業界関係者やメディアにおいては機構ホームページの店舗一覧が「新店舗に関する情報がいち早く掲載される」場所として注目されている。また逆に「店舗一覧から情報が抹消された場合は（検査での不正発覚など特段の理由がない限り）閉店した可能性が高い」と判断されることもある。実際にニュースソースとして店舗一覧を用いているメディアも少なくない。

## 沿革
- 2006年8月 有限責任中間法人として発足
- 2008年12月 一般社団法人に移行